# Pod Lasem (Piasek Mały)
Pod Lasem – część wsi Piasek Mały w Polsce położona w województwie świętokrzyskim, w powiecie buskim, w gminie Solec-Zdrój.
W latach 1975–1998 Pod Lasem administracyjnie należało do województwa kieleckiego.